# Långasjö (Örkelljunga socken, Skåne)
Långasjö är en sjö i Örkelljunga kommun i Skåne och ingår i Stensåns huvudavrinningsområde.